# Mecyclothorax cognatus
Mecyclothorax cognatus är en skalbaggsart som beskrevs av Sharp 1903. Mecyclothorax cognatus ingår i släktet Mecyclothorax och familjen jordlöpare. Inga underarter finns listade i Catalogue of Life.